# 판결요지
판결요지는 판결문에서 가장 중요한 법적 쟁점들에 대한 결론을 요약한 것이다.